# Campeonato Europeo de Patinaje de Velocidad sobre Hielo de 1995
El LXXXIX Campeonato Europeo de Patinaje de Velocidad sobre Hielo se celebró en Heerenveen (Países Bajos) del 6 al 8 de enero de 1995 bajo la organización de la Unión Internacional de Patinaje sobre Hielo (ISU) y la Federación Neerlandesa de Patinaje sobre Hielo.
Las competiciones se realizaron en el estadio Thialf de la ciudad neerlandesa.

## Resultados

### Masculino
| Evento              | Oro                                         | Plata                                        | Bronce                                  |
| ------------------- | ------------------------------------------- | -------------------------------------------- | --------------------------------------- |
| 500 m               | Roland Brunner · Austria · 37,68 s          | Davide Carta · Italia · 37,89 s              | Rintje Ritsma · Países Bajos · 37,94 s  |
| 1500 m              | Rintje Ritsma · Países Bajos · 1:53,68      | Falko Zandstra · Países Bajos · 1:55,31      | Martin Hersman · Países Bajos · 1:56,69 |
| 5000 m              | Rintje Ritsma · Países Bajos · 6:49,67      | Falko Zandstra · Países Bajos · 6:50,85      | Kjell Storelid · Noruega · 6:52,96      |
| 10 000 m            | Rintje Ritsma · Países Bajos · 14:09,28     | Falko Zandstra · Países Bajos · 14:11,82     | Kjell Storelid · Noruega · 14:13,78     |
| Clasificación total | Rintje Ritsma · Países Bajos · 159,264 pts. | Falko Zandstra · Países Bajos · 160,252 pts. | Roberto Sighel · Italia · 162,019 pts.  |

### Femenino
| Evento              | Oro                                     | Plata                                          | Bronce                                      |
| ------------------- | --------------------------------------- | ---------------------------------------------- | ------------------------------------------- |
| 500 m               | Gunda Niemann · Alemania · 41,02 s      | Annamarie Thomas · Países Bajos · 41,21 s      | Emese Hunyady · Austria · 41,40 s           |
| 1500 m              | Gunda Niemann · Alemania · 2:02,84      | Annamarie Thomas · Países Bajos · 2:05,76      | Emese Hunyady · Austria · 2:06,28           |
| 3000 m              | Gunda Niemann · Alemania · 4:17,54      | Carla Zijlstra · Países Bajos · 4:22,62        | Tonny de Jong · Países Bajos · 4:24,31      |
| 5000 m              | Gunda Niemann · Alemania · 7:21,57      | Carla Zijlstra · Países Bajos · 7:28,05        | Tonny de Jong · Países Bajos · 7:31,39      |
| Clasificación total | Gunda Niemann · Alemania · 169,046 pts. | Annamarie Thomas · Países Bajos · 173,032 pts. | Tonny de Jong · Países Bajos · 173,570 pts. |

## Medallero
- Solo se otorgan medallas en la clasificación general.

| Núm. | País         | Oro | Plata | Bronce | Total |
| ---- | ------------ | --- | ----- | ------ | ----- |
| 1    | Países Bajos | 1   | 2     | 1      | 4     |
| 2    | Alemania     | 1   | 0     | 0      | 1     |
| 3    | Italia       | 0   | 0     | 1      | 1     |
|      | TOTAL        | 2   | 2     | 2      | 6     |